# Mus spicilegus
Mus spicilegus é uma espécie de roedor da família Muridae.
Pode ser encontrada nos seguintes países: Austria, Bósnia e Herzegovina, Bulgária, Croácia, República Checa, Hungria, República da Macedónia, Roménia, Sérvia e Montenegro, Eslováquia, Eslovénia e Ucrânia.